# 昭和産業
昭和産業株式会社（しょうわさんぎょう、英: Showa Sangyo Co., Ltd.）は、東京都千代田区に本社を置き、小麦粉の製粉や食用油の製造、配合飼料の販売などを行う日本の食品会社。

## 概要
小麦粉、食用油、パスタ、ブドウ糖、飼料、冷凍食品等の多岐にわたる食品素材、食品の製造販売を中心に、穀物サイロや不動産の売買など多角経営を行う総合食品メーカーである
。企業理念は「人々の健康で豊かな食生活に貢献する」、企業ブランドは「穀物ソリューションカンパニー」である。
製粉分野及び食用油分野とも日本国内第3位、天ぷら粉は第1位のシェアである。2020年3月期の売上高構成比は製粉32.7%、油脂食品30.8%、糖質13.6%、飼料20.7%である。男性の育児休業取得や年次有給休暇の取得促進に注力しており、2007年（平成19年）より厚生労働省の次世代認定マーク（くるみんマーク）を取得している。
サンエイ糖化株式会社を2020年（令和2年）12月24日付で完全子会社とした。

## 主要事業
- 小麦粉、植物油、糖化製品、二次加工食品などの製造販売[6]
- 配合飼料の販売[6]
- 倉庫業[6]
- 不動産の賃貸[6]

## 主な製品
- 小麦粉・プレミックス
- 植物油・脱脂大豆・大豆蛋白
- ブドウ糖・コーンスターチ・異性化糖
- パスタ、冷凍食品、健康食品（お釜にポン）

### 製品の特色
日本で初めての天ぷら粉を販売した。家庭用の製品では、「オレインリッチ」、「ホットケーキミックス」、「レンジでチンするから揚げ粉」等が主力である。

## 沿革
- 1922年（大正11年）- 伊藤英夫、肥料販売店「伊藤英夫商店」を設立[7]
- 1923年（大正12年）- 「日本加里工業株式会社」設立 肥料の製造・販売開始[7]
- 1931年（昭和6年）- 「日本肥料株式会社」設立[7]
- 1935年（昭和10年）- 「昭和製粉株式会社」設立 小麦粉の製造・販売開始[7]
- 1936年（昭和11年）
  - 「昭和産業株式会社」設立 本店を宮城県宮城郡多賀城村（現在の多賀城市）に登記[7]
  - 赤塚工場竣工（後の水戸工場） 小麦粉・食用油の製造を開始[7]
  - 鶴見工場竣工 肥料・小麦粉・食用油の製造を開始[7]
- 1937年（昭和12年）- 上尾工場竣工 飴の製造を開始[7]
- 1938年（昭和13年）- 同一資本系統の「日本加里工業株式会社」「日本肥料株式会社」「昭和製粉株式会社」の3社を合併[7]
- 1940年（昭和15年）- 初代社長 伊藤英夫、急性盲腸炎のため死去（享年54歳）[7]
- 1949年（昭和24年）- 東京証券取引所上場[7]
- 1950年（昭和25年）- 本店を東京都千代田区神田鎌倉町5（現在地）に移転[7]
- 1952年（昭和27年）- 「宝産業株式会社」設立（後の昭産開発株式会社）[7]
- 1953年（昭和28年）- 「昭産商事株式会社」設立[7]
- 1956年（昭和31年）
  - 松本浩三、4代目社長に就任[7]
  - 業務用「結晶ぶどう糖」発売[7]
- 1957年（昭和32年）- 家庭用「昭和のホットケーキの素」を発売[7]
- 1959年（昭和34年）- 家庭用「昭和の王冠マルニ印スパゲッティ」「昭和の王冠マルニ印マカロニ」「昭和の王冠マルニ印普及用エルボマカロニ」発売[7]
- 1960年（昭和35年）- ロサンゼルスにて家庭用天ぷら粉『SHOWA TEMPURA BATTER MIX』発売[7]
- 1961年（昭和36年）- 日本で初めての天ぷら粉「昭和即席天ぷら粉」を発売[7]
- 1966年（昭和41年）- 船橋工場内に総合研究所を開設[7]
- 1976年（昭和51年）- 中京地区における澱粉､ぶどう糖の製造販売を目的に敷島スターチへ資本参加[7]
- 1983年（昭和58年）- 「天ぷら粉黄金」を発売[7]
- 1984年（昭和59年）- 「お釜にポン」を発売[7]
- 1988年（昭和63年）- 上尾市に商業施設「上尾ショーサンプラザ」をオープン[8]
- 1991年（平成3年）
  - 市川市に食品開発センターを開設[7]
  - 鶏卵の購入販売を目的に昭和鶏卵株式会社を設立[7]
- 1992年（平成4年）- 北海道の小麦粉製造販売会社である木田製粉株式会社へ資本参加[7]
- 2003年（平成15年）- 合弁で中国に「大成昭和食品（天津）有限公司」設立[7]
- 2008年（平成20年）- 新日本化学工業株式会社と資本業務提携[7]
- 2009年（平成21年）
  - 奥本製粉に資本参加[7]
  - 鹿島、神戸、船橋の３工場及びその支援部門でISO 22000認証を取得[7]
- 2011年（平成23年）
  - 東北地方太平洋沖地震（東日本大震災）で鹿島工場・船橋工場・仙台支店被災[7]
  - 業界初の「レンジでチンするから揚げ粉」発売[7]
- 2012年（平成24年）
  - ベトナムIntermix社へ資本参加[7]
  - 「大成昭和食品（天津）有限公司」工場竣工[7]
- 2013年（平成25年）
  - 業界初の「レンジでチンして豚こまとんカツ」発売
  - 上尾ショーサンプラザの隣に「ショーサン上尾ビル」を竣工[7]
- 2014年（平成26年）- 新ブランドメッセージ「穀物ソリューションカンパニー」を制定。「多種多様の穀物を扱う独自のビジネスモデルでお客様のニーズや課題においしい答えをお届けする」をコンセプトとする。
- 2016年（平成28年）- 創立80周年を機に企業ブランドロゴを変更[7]
- 2020年（令和2年）
  - 7月 -  ボーソー油脂株式会社を公開買付により連結子会社化[9]
  - 12月24日 - サンエイ糖化株式会社を完全子会社化。
- 2022年（令和4年）
  - 2月1日 - 株式会社菜花堂の株式を株式会社シャトレーゼに譲渡[10]。

## 事業所

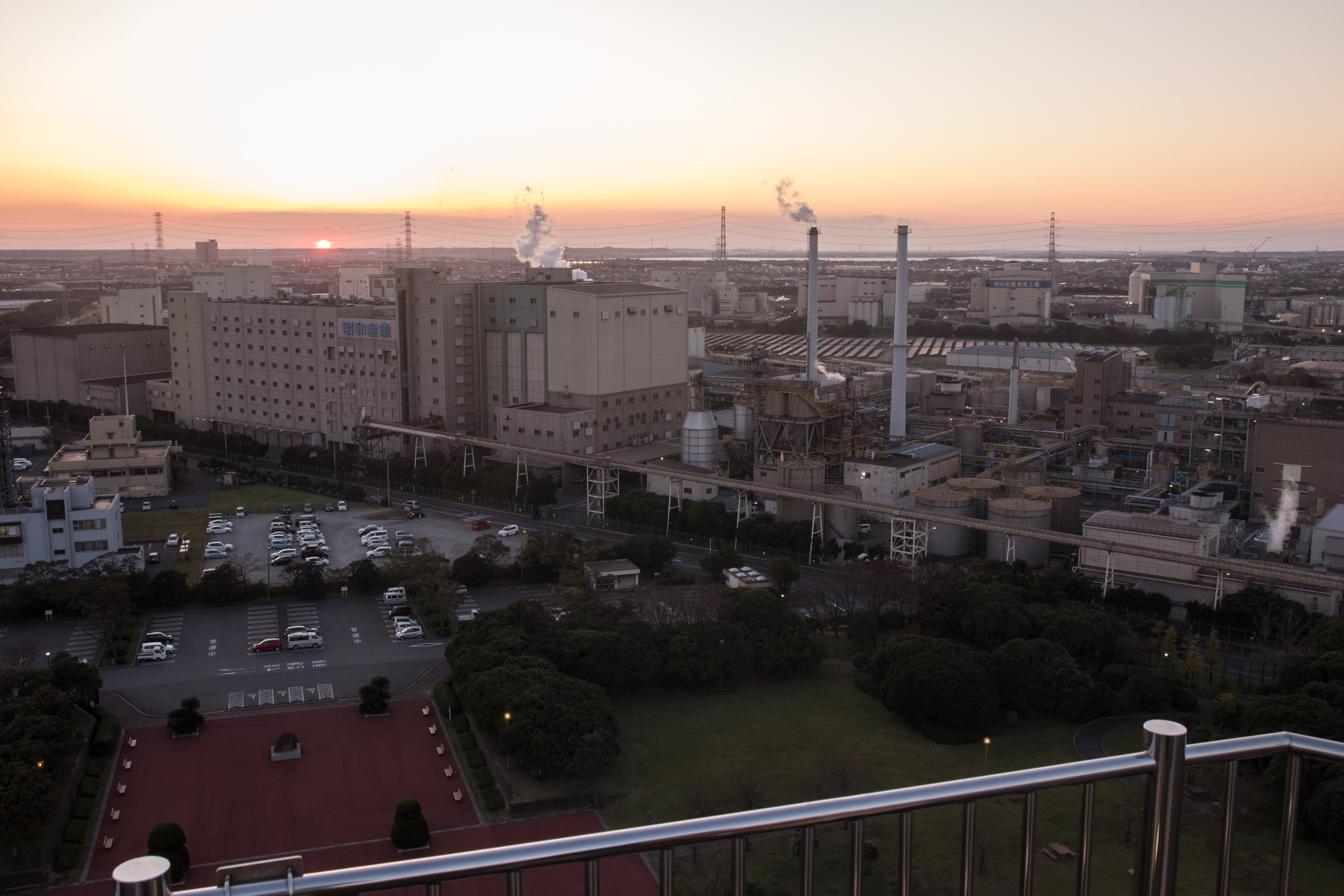
鹿島工場（茨城県神栖市）

- 大阪支店 - 大阪府大阪市北区天満橋1丁目8-30　OAPタワー33階[11]
- 名古屋支店 - 愛知県名古屋市西区那古野1-36-6[11]
- 仙台支店 - 宮城県仙台市若林区卸町1-5-1[11]
- 札幌支店 - 北海道札幌市白石区菊水七条2-7-1　札幌流通倉庫東ビル5F[11]
- 福岡支店 - 福岡県福岡市博多区博多駅東3-11-28　博多サンシティビルⅡ6F[11]
- 広島支店 - 広島県広島市佐伯区旭園3-33　清水ビル6F[11]
- 関東信越支店 - 群馬県太田市西新町93-8[11]
- 千葉出張所 - 千葉県船橋市日の出2-20-2　昭和産業船橋工場内[11]
- 鹿島工場 - 茨城県神栖市東深芝6[11]
- 鹿島工場 潮来ミックス分工場 - 茨城県潮来市島須3075-30[11]
- 神戸工場 - 兵庫県神戸市東灘区御影浜町5[11]
- 船橋工場 - 千葉県船橋市日の出2-20-2[11]
- 基盤技術研究所 - 千葉県船橋市日の出2-20-2　昭和産業RD&Eセンター[11]
- 基盤技術研究所 糖質科学研究室 - 茨城県神栖市東深芝6　昭和産業鹿島工場内[11]
- 商品開発研究所 - 千葉県船橋市日の出2-20-2　昭和産業RD＆Eセンター[11]
- 商品開発研究所 西部分室 - 兵庫県神戸市東灘区御影浜町5　昭和産業神戸工場内[11]

## 子会社

### 連結子会社
- サンエイ糖化株式会社[5]
- ボーソー油脂株式会社[9]
- 昭産商事株式会社[12]
- 敷島スターチ株式会社[12]
- 九州昭和産業株式会社[12]
- 奥本製粉株式会社[12]
- 木田製粉株式会社[12]
- 株式会社内外製粉[12]
- 昭和冷凍食品株式会社[12]
- 昭和鶏卵株式会社[12]
- 昭産開発株式会社[12]
- 株式会社昭産ビジネスサービス[12]
- 株式会社ショウレイ[12]
- 昭産運輸株式会社[12]
- 株式会社スウィングベーカリー[12]
- 株式会社オーバン[12]
- グランソールベーカリー株式会社[12]
- セントラル製粉株式会社[12]
- ガーデンベーカリー株式会社[12]
- タワーベーカリー株式会社[12]
- スターベーカリー株式会社[12]

### 非連結子会社
- 株式会社ファミリーフーズ[12]
- 岡田運送株式会社[12]
- 昭和産業ベトナム社[12]

### 持分法適用会社
- 鹿島サイロ株式会社[12]
- 志布志サイロ株式会社[12]
- 新日本化学工業株式会社[12]
- 名古屋埠頭サイロ株式会社[12]

### 関連会社
- 鹿島飼料株式会社[12]
- 田中製餡株式会社[12]
- 東葛食品株式会社[12]
- 共同輸送株式会社[12]
- 大成昭和食品（天津）有限公司[12]

## 広報活動

### オフィシャルスポンサー
- 鹿島アントラーズ

### 提供番組
- DayDay.（日本テレビ）
- 情報ライブ ミヤネ屋（読売テレビ）水・金
- 土曜はナニする!?（カンテレ）
- めざましどようび（フジテレビ）
- 熱狂マニアさん!（TBSテレビ）2023年春の改編で「報道特集」から移動。
- ジョブチューン（TBSテレビ）
- サンデーステーション（テレビ朝日）
- オールナイトニッポン（ニッポン放送）月曜・火曜担当
- ABC天気予報（朝日放送ラジオ）「ABCパワフルアフタヌーン」枠内包の14:50頃放送分
- 伊集院光のタネ（ニッポン放送）（2024年10月1日 - ）

### 過去に提供された番組
- 土曜大好き!830（関西テレビ）
- 驚異の世界・ノンフィクションアワー（日本テレビ）ドキュメンタリー番組のメイン協賛者
- 報道特集（TBS）
- 森田一義アワー 笑っていいとも!（フジテレビ）
- はやく起きた朝は…（フジテレビ）提供は関東ローカルのみ
- 報道ステーションSUNDAY（テレビ朝日）
- 朝日放送・テレビ朝日金曜9時枠の連続ドラマ （テレビ朝日・ABCテレビ共同制作）
- 大泉洋のサンサンサンデー（HBCラジオ）
- ニッポン放送ニュース（ニッポン放送）生ワイド番組への内包分
- ABC天気予報（ABCラジオ）「ABCパワフルアフタヌーン」枠への内包分
- 上沼恵美子のおしゃべりクッキング（朝日放送テレビ）隔日 - 2021年3月まで提供
- 羽鳥慎一モーニングショー （テレビ朝日）

### CMタレント
- 町田博子
- 五十嵐めぐみ
- ジャンボ尾崎
- 手塚理美
- 辰巳琢郎
- 岡江久美子
- 柳沢敦（当時鹿島アントラーズ所属）
- 木﨑ゆりあ（当時AKB48）
- 大泉洋（TEAM NACS）
- オクラホマ
- アバンギャルディ[13]